# Blepharoneuron tricholepis
Blepharoneuron tricholepis är en gräsart som först beskrevs av John Torrey, och fick sitt nu gällande namn av George Valentine Nash. Blepharoneuron tricholepis ingår i släktet Blepharoneuron och familjen gräs. Inga underarter finns listade i Catalogue of Life.